# Championnats d'Asie de BMX 2016
Navigation
Édition précédente Édition suivante
Les championnats d'Asie de BMX 2016 ont eu lieu le 12 juin 2016 à Taiyuan en Chine.

## Podiums
| Épreuves            | Or               | Argent         | Bronze             |
| ------------------- | ---------------- | -------------- | ------------------ |
| Épreuves masculines |                  |                |                    |
| Élites hommes       | Jukia Yoshimura  | Kohei Yoshii   | Tatsumi Matsushita |
| Juniors hommes      | Daichi Yamaguchi | Taichi Ikegami | Run Peng Miao      |
| Épreuves féminines  |                  |                |                    |
| Élites femmes       | Yan Lu           | Yaru Zhang     | Hao Cui            |
| Juniors femmes      | Sae Hatakeyama   | Meng Yao Wang  | Pei Pei Weng       |

## Tableau des médailles
| Rang  | Nation | Or | Argent | Bronze | Total |
| ----- | ------ | -- | ------ | ------ | ----- |
| 1     | Japon  | 3  | 2      | 1      | 6     |
| 2     | Chine  | 1  | 2      | 3      | 6     |
| Total | Total  | 4  | 4      | 4      | 12    |